# 杨千里
杨千里（1933年10月12日—2020年3月11日），男，江苏江阴人，中国通信技术专家、军事通信装备科研管理专家，曾任中国人民解放军总参谋部通信部副部长，中国电子学会副理事长。